# 363 aC
El 363 aC va ser un any del calendari romà prejulià. En aquell temps, era conegut com a any del consolat d'Aventinensis i Mamercí (o, més rarament, any 391 ab urbe condita o de la fundació de la ciutat). L'ús del nom «363 aC» per referir-se a aquest any es remunta a l'alta edat mitjana, quan el sistema Anno Domini va ser el mètode de numeració dels anys més comú a Europa.

## Esdeveniments

### Àsia Menor
- Ariobarzanes II del Pont pren possessió de la satrapia del Pont a la mort del seu pare Mitridates I. Va sotmetre les tribus de l'interior del país i es pot considerar el fundador del Regne del Pont quan es va independitzar de l'Imperi Persa.[2]

### Antiga Grècia
- El partit oligàrquic de Tegea, a Arcàdia assumeix el poder i signa un tractat de pau amb Elis ratificat pel governador tebà de Tegea, però després, pressionat pels demòcrates, el governador fa arrestar a molts dirigents oligàrquics de Tegea i trenca el tractat. Mantinea va protestar i finalment els tebans van alliberar els detinguts. Mantinea, però, va exigir l'aplicació de la pena de mort pel governador que les havia ordenat. Epaminondes el defensa, i només el censura per l'alliberament dels oligarques, i no per l'empresonament.[3]
- Epaminondes visita Bizanci amb la flota atenenca, i aconsegueix que diverses ciutats es declarin a favor seu.[4]

### Antiga Roma
- Aquest any són elegits cònsols Gneu Genuci Aventinensis i Luci Emilià Mamercí.[5]
- El consolat d'aquell any està marcat pels rituals religiosos que el senat estableix per erradicar una pesta. Luci Manli Capitolí Imperiós és nomenat dictador clavi figendi causa, un ritus expiatori per propiciar els déus, que consistia en clavar un clau al temple de Júpiter Capitolí.[6]
- Els cònsols promulguen la llei Genutia Aemilia que estableix que s'havia de fixar cada any un clau de bronze al Capitoli, conegut com a Clavus annalis (clau anyal).[7]